# The Quadrangle
The Quadrangle (englisch für Das Viereck) ist ein mit Gletschereis angefüllter Bergkessel im Osten der westantarktischen Alexander-I.-Insel. Er liegt zwischen Mount Umbriel und dem Venus-Gletscher und wird abgesehen von einem südlichen Zugang an drei Seiten von Gebirgskämmen eingefasst.
Das britische Directorate of Overseas Surveys kartierte ihn in Zusammenarbeit mit dem United States Geological Survey anhand von Landsat-Aufnahmen der NASA. Das UK Antarctic Place-Names Committee nahm 1974 die deskriptive Benennung vor.